# Okada Ryu
Ryu Okada (sinh ngày 10 tháng 4 năm 1984) là một cầu thủ bóng đá người Nhật Bản.

## Sự nghiệp câu lạc bộ
Ryu Okada đã từng chơi cho Júbilo Iwata và Avispa Fukuoka.